# Carles Guillem d'Anhalt-Zerbst
Carles Guillem d'Anhalt-Zerbst (en alemany Karl Wilhelm von Anhalt-Zerbst) va néixer a Zerbst (Alemanya) el 16 d'octubre de 1652 i va morir a la mateixa ciutat el 3 de novembre de 1718. Era un príncep alemany de la Casa d'Ascània, fill de Joan VI d'Anhalt-Zerbst (1621-1667) i de Sofia Augusta de Schleswig-Holstein-Gottorp (1630-1680).
El 1667, a l'edat de quinze anys, en morir el seu pare va succeir-lo al capdavant del principat d'Anhalt-Zerbst. La seva mare va exercir la regència fins a la seva majoria d'edat, el 1674. Carles Guillem va ordenar la construcció del palau de Zerbst, que convertí en la seva residència oficial, així com l'Església de la Trinitat de Zerbst. Durant un temps, també va viure a Jever.

## Matrimoni i fills
El 18 de juny de 1676 es va casar a Halle amb Sofia de Saxònia-Weinssenfels (1654-1724), filla del duc August (1614-1680) i d'Anna Maria de Mecklenburg-Schwerin (1627-1669). El matrimoni va tenir tres fills:
- Joan August (1677-1742), casat primer amb la princesa Frederica de Saxònia-Gotha-Altenburg (1675-1709), i després amb Hedwig Frederica de Württemberg-Weiltingen (1691-1752)..
- Carles Frederic (1678-1693).
- Magdalena Augusta (1679-1740), casada amb Frederic II de Saxònia-Gotha-Altenburg (1676-1732).